# Верхнецепляевский
Верхнецепляевский — хутор в Урюпинском районе Волгоградской области России, в составе Вишняковского сельского поселения. Расположен на левом берегу реки Косарка.
Население — 66 (2010)

## История
Образован в начале XX века в результате разделения хутора Цепляевский на три части — верхнюю и нижнюю части и 2 половину. Хутора Цепляевы впервые обозначены на генеральной карте Земли Войска Донского из атласа Теврюнникова 1797 года. Хутор Цепляев (также Цепляевский) входил в юрт станицы Михайловской Хопёрского округа Земли Войска Донского (с 1870 — Область Войска Донского). Согласно алфавитному списку населённых мест Области Войска Донского 1915 года земельный надел верхней части составлял 1297 десятин, на хуторе проживало 159 мужчин и 157 женщин, имелось хуторское правление.
С 1928 года в составе Новониколаевского района Хопёрского округа (упразднён в 1930 году) Нижне-Волжского края (с 1934 года — Сталинградского края). Хутор относился к Сычёвскому сельсовету. В 1935 году Сычёвский сельсовет включён в состав Хопёрского района Сталинградского края (с 1936 года Сталинградской области, с 1954 по 1957 год район входил в состав Балашовской области). Решением Сталинградского облисполкома от 20 марта 1959 года № 6/139 (1) в Хопёрском районе был упразднен Сычёвский сельсовет с передачей его территории в границах земель бывшего колхоза имени Сталина с населенными пунктами хуторами Верхне-Цепляевский и Сычёвский – в состав Вишняковского сельсовета. В 1959 году в связи с упразднением Хопёрского района хутор Нижнецепляевский передан в состав Урюпинского района.

## География
Хутор находится в лесостепи, в пределах Хопёрско-Бузулукской равнины, являющейся южным окончанием Окско-Донской низменности, на левом берегу реки Косарка (напротив хутора Нижнецепляевский). На юге хутор Нижнецепляевский граничит с хутором Вишняковский, на севере с хутором Сычевский. Центр хутора расположен на высоте около 90 метров над уровнем моря. Почвы — чернозёмы типичные.
По автомобильным дорогам расстояние до областного центра города Волгоград составляет 360 км, до районного центра города Урюпинск — 34 км.
Часовой пояс
Верхнецепляевский, как и вся Волгоградская область, находится в часовой зоне МСК (московское время). Смещение применяемого времени относительно UTC составляет +3:00.

## Население
Динамика численности населения по годам:
| 1915 | 1987 | 2002 |
| ---- | ---- | ---- |
| 316  | ≈120 | 92   |

| 2010 |
| ---- |
| 66   |